# جون بيدجون (صحفي)
جون بيدجون (بالإنجليزية: John Pidgeon)‏ هو صحفي بريطاني، ولد في 1 مارس 1947، وتوفي في 19 يوليو 2016.